# Zbiornik Dnieprzański
Zbiornik Dnieprzański (ukr. Дніпровське водосховище, trb. Dniprowśke wodoschowyszcze) – zbiornik zaporowy na Dnieprze, na terenie obwodu zaporoskiego i dniepropetrowskiego Ukrainy.
Zbiornik powstał w latach 1932–1933 za sprawą wybudowania na Dnieprze zapory Dnieprzańskiej Elektrowni Wodnej. Jego utworzenie spowodowało zatopienie zespołu progów rzecznych, tzw. porohów, a jednocześnie zapewniło możliwość żeglugi na rzece. Obecnie jest wykorzystywany do wytwarzania energii elektrycznej, nawadniania, zaopatrywania w wodę miast i zakładów przemysłowych oraz rozwoju rybołówstwa.
Akwen ma 420 km² powierzchni i 170 km długości. Objętość zgromadzonej w zbiorniku wody wynosi 3,3 km³, największa szerokość zbiornika to 3,5 km, zaś średnia głębokość –  8,2 m (maksymalna, w pobliżu zapory – 53 m). Zbiornik dzieli się na dwie części: górną „rzeczną”, między miastami Kamieńskie i Dniepr (80 km) i dolną „jeziorową”, między miastem Dniepr i elektrownią wodną w Zaporożu (90 km).

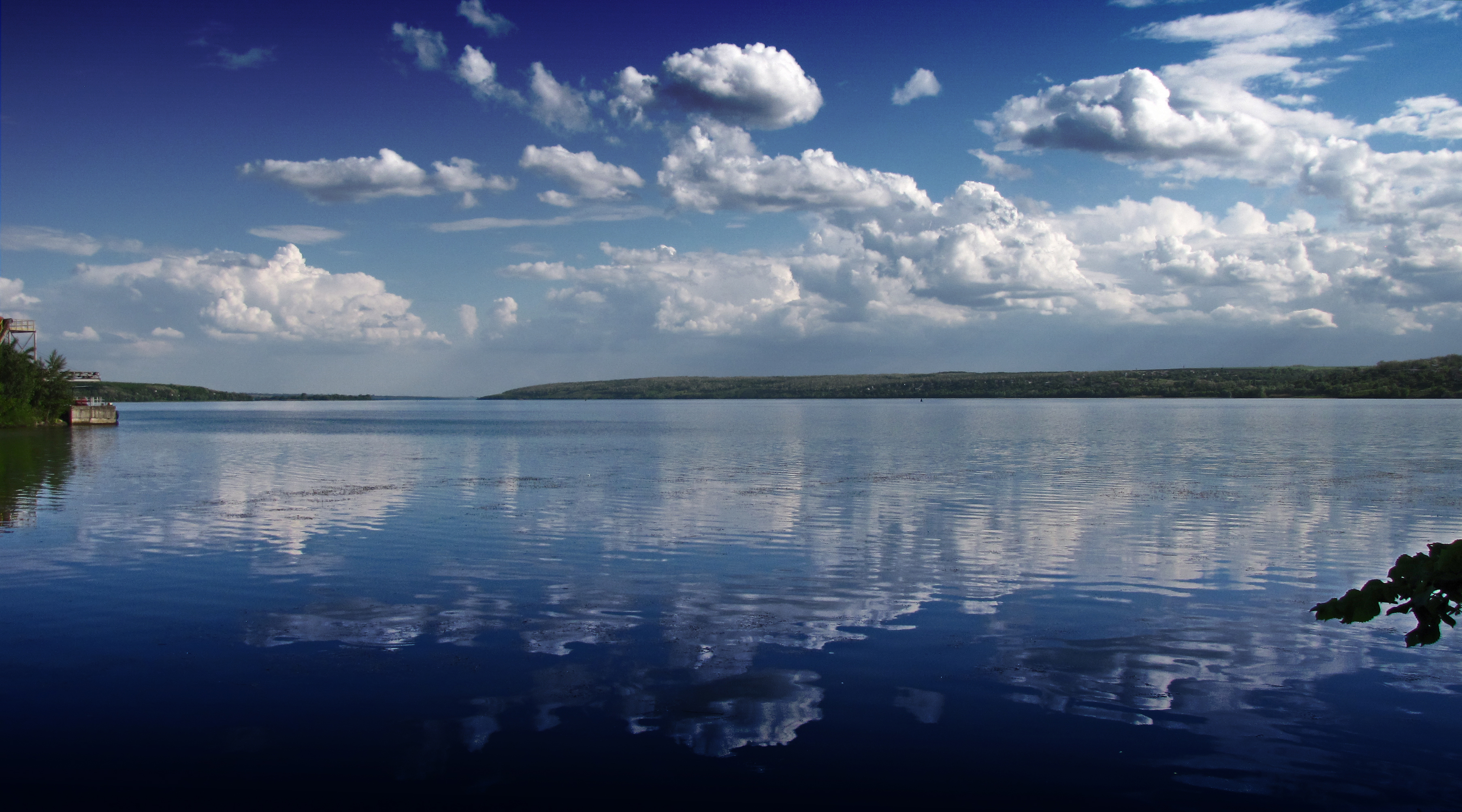
Zbiornik w 2016 roku, widziany niedaleko wsi Persze Trawnia w rejonie dnieprzańskim obwodu dniepropetrowskiego

Do zbiornika wpływają rzeki Oril i Protoka, a także wysychające w okresie letnim Worona, Osokirowka, Wołnianka i Sura. Akwen położony jest w strefie stepowej z wąwozami i dolinami rzecznymi. Lewy brzeg do miasta Dniepr jest nachylony, dalej od miasta Zaporoże, podobnie jak cały prawy brzeg, jest wysoki, stromy, ze skalistymi obszarami.
Ichtiofauna zbiornika powstała dzięki lokalnym rybom występującym w dorzeczu Dniepru. Na tym obszarze bytowało 47 gatunków ryb. Głównymi wykorzystywanymi w rybołówstwie rybami w akwenie są karp, leszcz, sandacz, krąp, płoć, lin, karaś, szczupak, kilka, ukleja, bersz, okoń i jazgarz. Połowem ryb zajmują się rybacy z przedsiębiorstw przetwórstwa ryb z Nikopola i Zaporoża.